# قضیه‌های رویارو
دو قضیه حملی هنگامی رویارو هستند که موضوع و محمول آن‌ها یکی است ولی در سور یا نسبت یا در هر دو با هم تفاوت دارند.
در منطق فلسفی، اگر دو قضیه حملی از نظر موضوع و محمول با هم مقایسه شوند، حالت‌های مختلفی ممکن است پیش آید. یک حالت رابطهٔ رویارویی و دیگری رابطهٔ عکس است.

## انواع رویارویی
بین دو قضیهٔ رویارو چهار حالت ممکن است وجود داشته باشد:
- تضاد: دو قضیه که سور هر دو کلی است ولی نسبت یکی موجبه و دیگری سالبه است. شکل کلی دو قضیهٔ متضاد این‌گونه است: «هر الف ب است. هیچ الف ب نیست.»
- تناقض (هم‌ستیزی): دو قضیه که هم در سور و هم در نسبت تفاوت داشته باشند. ۱. «هر الف ب است. بعضی الف‌ها ب نیست.» ۲. «هیچ الف ب نیست. بعضی الف‌ها ب است.»
- تداخل: دو قضیه که در سور متفاوت و در نسبت یکسان باشند. ۱. «هر الف ب است. بعضی الف‌ها ب است.» ۲. «هیچ الف ب نیست. بعضی الف‌ها ب نیست.»
- تداخل زیر تضاد: دو قضیه که هر دو سور جزئی دارند اما در نسبت متفاوت‌اند. «بعضی الف‌ها ب است. بعضی الف‌ها ب نیست.»

## جدول‌های احکام قضیه‌های رویارو
اگر یک قضیه درست باشد، قضیهٔ متقابل آن چه هنگام درست است. جدول‌های زیر به این پرسش پاسخ می‌دهند. علامت فلش نشان می‌دهد که کدام قضیه باید از کدام قضیه نتیجه شود.

### جدول تضاد
| هر الف ب است |     | هیچ الف ب نیست |
| ------------ | --- | -------------- |
| درست         | ==> | نادرست         |
| نادرست       | ==> | ؟              |
| نادرست       | <== | درست           |
| ؟            | <== | نادرست         |

### جدول تناقض
| هر الف ب است   |     | بعضی الف ب نیست |
| هیچ الف ب نیست |     | بعضی الف ب است  |
| -------------- | --- | --------------- |
| درست           | ==> | نادرست          |
| نادرست         | ==> | درست            |
| نادرست         | <== | درست            |
| درست           | <== | نادرست          |

### جدول تداخل
| هر الف ب است   |     | بعضی الف ب است  |
| هیچ الف ب نیست |     | بعضی الف ب نیست |
| -------------- | --- | --------------- |
| درست           | ==> | درست            |
| نادرست         | ==> | ؟               |
| ؟              | <== | درست            |
| نادرست         | <== | نادرست          |

### جدول تداخل زیر تضاد
| بعضی الف ب است |     | بعضی الف ب نیست |
| -------------- | --- | --------------- |
| درست           | ==> | ؟               |
| نادرست         | ==> | درست            |
| ؟              | <== | درست            |
| درست           | <== | نادرست          |